# 鲁汇耶稣堂
鲁汇耶稣堂位于中国上海市闵行区浦江镇鲁汇贤浦路，为一座基督新教教堂。教堂前身为1904年（光绪三十年）由中华基督教卫理公会上海教区陆子庄牧师建立的明道堂，该堂租用镇上李姓家主的房屋布道，1907年扩建。1932年（民国二十一年）建立上海教区浦东牧区明道堂，有堂屋15间工220.3平方米，占地0.61亩，1933年扩建。1978年5月，因开挖大冶河，曾作为明道堂聚会的建筑被拆除。1984年房管部门拨划房屋11间，堂224平方米，附房64.8平方米重建为鲁汇耶稣堂，次年5月恢复聚会，1995年登记。2001年在旧堂南面建成新堂。

## 开放时间
开放时间：周日7：30—10：30 
礼拜时间：周日8：30 13：00